# Gabriele Missaglia
Gabriele Missaglia (né le 24 juillet 1970 à Inzago, dans la province de Milan, en Lombardie) est un coureur cycliste italien. Professionnel entre 1995 et 2008, il a notamment remporté la HEW Cyclassics en 2000 ainsi que les deux principales courses par étapes asiatiques : le Tour de Langkawi en 1998 et le Tour du lac Qinghai.

## Biographie
Gabriele Missaglia est passé professionnel en 1995 dans l'équipe Brescialat. Après une seconde saison chez Panaria, il signe un premier succès en 1997 avec l'équipe Mapei lorsqu'il remporte la première étape du Tour du Pays basque. Le mois suivant, sur le Tour d'Italie, il se montre à son avantage sur différents terrains, en se plaçant régulièrement sur les sprints massifs, et en remportant la 11e étape devant ses trois compagnons d'échappées.
En 1998, il remporte sa première course par étape : le Tour de Langkawi. L'année suivante, arrivé dans l'équipe Lampre, il est souvent placé mais ne glane qu'un succès (une étape du Tour de Suisse). Il termine tout de même 16e du Tour d'Italie, et troisième de l'Amstel Gold Race à six secondes de Michael Boogerd et Lance Armstrong.
L'année 2000 est celle du principal fait d'armes de Gabriele Missaglia : à Hambourg, en contrant avec Francesco Casagrande une attaque infructueuse d'Andreï Tchmil, puis en battant au sprint son compatriote avec quelques secondes d'avance sur le peloton, il remporte la HEW Cyclassics, sixième épreuve de la Coupe du monde.
Ce summum est cependant le début d'une longue période sans succès pour le coureur italien. Ses talents de puncheur et son comportement offensif lui permettent d'obtenir de nombreuses places d'honneurs sur les étapes du Giro et sur les semi-classiques italiennes, notamment en fin de saison (Milan-Turin, Grand Prix de l'industrie et du commerce de Prato, Coppa Agostoni, Coppa Placci, etc.). Il obtient également un podium sur la Classique de Saint-Sébastien en 2002. Il quitte la Lampre pour Barloworld en 2004, puis la Universal Caffé, pour arriver chez Serramenti PVC Diquigiovanni - Selle Italia en 2006.
C'est avec cette équipe qu'il renoue avec le succès, en 2007, en remportant en Chine le Tour du lac Qinghai.
À la fin de la saison 2008, il arrête sa carrière et devient directeur sportif de l'équipe italo-polonaise Utensilnord.

## Palmarès

### Palmarès amateur
- 1990
  - 3e de la Coppa della Pace
- 1992
  - Targa del Centenario
  - 2e de la Coppa Caduti Nervianesi
- 1993
  - Trophée Mario Zanchi
- 1994
  - Trophée Adolfo Leoni
  - Trophée Amedeo Guizzi
  - 2e du Grand Prix de l'industrie, du commerce et de l'artisanat de Carnago

### Palmarès professionnel
- 1995
  - 3e de la Coppa Bernocchi
- 1997
  - 11e étape du Tour d'Italie
  - 1re étape du Tour du Pays basque
- 1998
  - Classement général du Tour de Langkawi
- 1999
  - 3e étape du Tour de Suisse
  - 2e du Grand Prix du canton d'Argovie
  - 3e de l'Amstel Gold Race
- 2000
  - 4e étape du Tour de Catalogne
  - HEW Cyclassics
  - 2e du Grand Prix de l'industrie et du commerce de Prato
  - 2e de la Japan Cup
- 2002
  - 2e du Grand Prix de la ville de Camaiore
  - 3e de la Classique de Saint-Sébastien
  - 3e de Milan-Turin
- 2006
  - 3e du Tour de Langkawi
- 2007
  - Classement général du Tour du lac Qinghai

## Résultats sur les grands tours

### Tour d'Italie
9 participations
- 1996 : 57e
- 1997 : 53e, vainqueur de la 11e étape
- 1998 : 41e
- 1999 : 16e
- 2000 : 45e
- 2001 : 60e
- 2002 : 72e
- 2006 : 106e
- 2008 : 71e

### Tour d'Espagne
1 participation
- 1999 : abandon

## Classements mondiaux
| Année           | 2005 | 2006 | 2007 | 2008 |
| --------------- | ---- | ---- | ---- | ---- |
| UCI Asia Tour   |      | 32e  | 6e   | 167e |
| UCI Europe Tour | 362e | 260e | 800e | 628e |